# Хавский, Сергей Владимирович
Сергей Владимирович Хавский (15 февраля 1928, Ленинград — 10 августа 2016) — советский шахматист, мастер спорта СССР (1960), тренер. Капитан речного флота.
Выступал за «Водник» (Ленинград). Участник ряда первенств Ленинграда. В первенстве Ленинградского шахматного клуба (1959) разделил 2—3-е места.
Работал в Санкт-Петербургском городском дворце творчества юных (ранее Ленинградский дворец пионеров); среди его учеников — гроссмейстеры Владимир Епишин, Сергей Иванов, Максим Матлаков.

## Изменения рейтинга
| График не отображается по техническим причинам. Чтобы исправить это, воспроизведите график в новом формате, если это возможно. |